# Nejlepší hráč utkání (ELH)
Nejlepší hráč utkání je ocenění pro hokejistu české hokejové extraligy, který byl v sezóně nejčastěji vyhlášen hráčem zápasu. Toto ocenění sponzoruje a uděluje oficiální web českého hokeje Hokej.cz a trofej je udělována od sezóny 2009/10.

## Držitelé
| Sezóna    | Hráč             | Tým                          |
| --------- | ---------------- | ---------------------------- |
| 2009/2010 | Roman Červenka   | HC Slavia Praha              |
| 2010/2011 | Miroslav Kopřiva | HC Slavia Praha              |
| 2011/2012 | Tomáš Pöpperle   | HC Sparta Praha              |
| 2012/2013 | Jaromír Jágr     | Rytíři Kladno                |
| 2013/2014 | Dominik Furch    | HC Slavia Praha              |
| 2014/2015 | Tomáš Závorka    | HC Energie Karlovy Vary      |
| 2015/2016 | Roman Červenka   | Piráti Chomutov              |
| 2016/2017 | Ján Laco         | Piráti Chomutov              |
| 2017/2018 | Libor Kašík      | Aukro Berani Zlín            |
| 2018/2019 | Milan Gulaš      | HC Škoda Plzeň               |
| 2019/2020 | Milan Gulaš      | HC Škoda Plzeň               |
| 2020/2021 |                  |                              |
| 2021/2022 | David Krejčí     | HC Olomouc                   |
| 2022/2023 | Dominik Furch    | HC Kometa Brno               |
| 2023/2024 | Ondřej Kaše      | HC Verva Litvínov            |
| 2024/2025 | Milan Klouček    | Banes Motor České Budějovice |